# ويليام ديكسون (سياسي بريطاني)
ويليام ديكسون (بالإنجليزية: William Dickson)‏ هو سياسي بريطاني، ولد في 1947. حزبياً، نشط في حزب المحافظين.